# Prunus ferganensis
Prunus ferganensis är en rosväxtart som först beskrevs av Kost. och Rjab., och fick sitt nu gällande namn av Y.Y. Yao. Prunus ferganensis ingår i släktet prunusar, och familjen rosväxter. Inga underarter finns listade i Catalogue of Life.